# عرقسوس غنتشروفي
عرقسوس غنتشروفي (الاسم العلمي:Glycyrrhiza gontscharovii) هو نوع من النباتات يتبع جنس العرقسوس من الفصيلة البقولية.